# 麋鹿河
麋鹿河位於加拿大不列颠哥伦比亚省库特内東南部，長220（140英里），涵蓋流域約4,450平方（1,720平方英里），平均流量約60立方每秒（2,100立方英尺每秒），最高紀錄達818立方每秒（28,900立方英尺每秒）。

## 河流走向
麋鹿河源自洛磯山脈分水岭附近的麋鹿湖（Elk Lake）。河流流過西南方的麋鹿谷（Elk Valley），進入不列颠哥伦比亚省與美國蒙大拿州邊界，Koocanusa湖的库特內河。
麋鹿河流經埃爾克福德（Elkford），斯帕伍德（Sparwood），霍斯默（Hosmer），弗尼（Fernie）和埃爾科（Elko）。

## 歷史
1811年，大衛‧湯普森沿著麋鹿河旅行，當時將河稱作雄鹿河（Stag River）。1854年，詹姆斯‧辛克萊從红河殖民地往太平洋西北地區的第二次遠征，藉由麋鹿河成功從卡納納斯基斯河進入哥倫比亞與庫特內。約翰·帕里塞的1857－58年地圖上標記此河為麋鹿河（Elk River）；阿罗史密斯（Arrowsmith）1862年的地圖上標記為「雄鹿或麋鹿河（Stag or Elk River）」。

## 埃爾科水壩

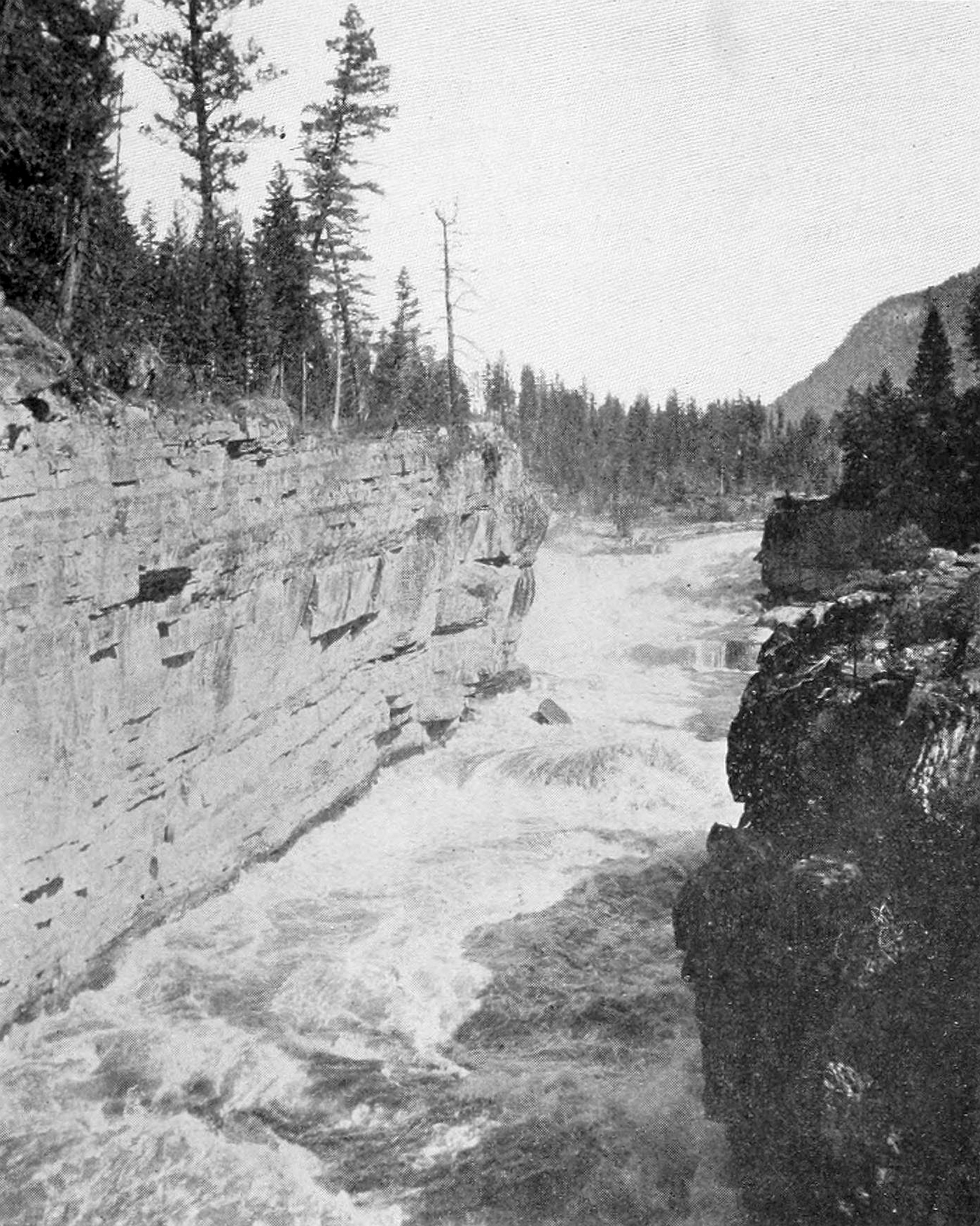
1891年，埃爾科水壩南邊的麋鹿河

1924年，東庫特內電力公司（East Kootenay Power Company）在麋鹿河上興建埃爾科水壩，屬川流式發電。坐落於麋鹿河與Kooncanusa河交匯處上游16公里處。水壩16（52英尺）高，66（217英尺）長。電廠內有兩台法蘭西斯式水輪機，產生12MW電力 。現由BC Hydro營運。

## 捕魚
在北美，麋鹿河是極佳的飛蠅釣場所，河中有野生大麻哈魚和紅點鮭。

## 煤礦影響
麋鹿河谷是五個大型露天煤礦的所在地，供應全世界三分之一的煉鋼用煤。多年來，河水中逐漸增加的硒、磷酸鹽與硝酸鹽含量與採礦業持續擴張有關。矽含量仍舊超過人類健康標準。
泰克礦業正在努力實施硒管理策略。

## 支流
- Fording River（英语：Fording River）
- Michel Creek
- 煤溪（英语：Coal Creek (British Columbia)）
- Lizard Creek（英语：Lizard Creek (Elk River)）
- Wigwam River（英语：Wigwam River）

## 外部連結
- 麋鹿河聯盟（页面存档备份，存于）
- 麋鹿河旅遊公司（页面存档备份，存于）